# Прожекторне освітлення
Прожекторне освітлення— це система світильників направленої

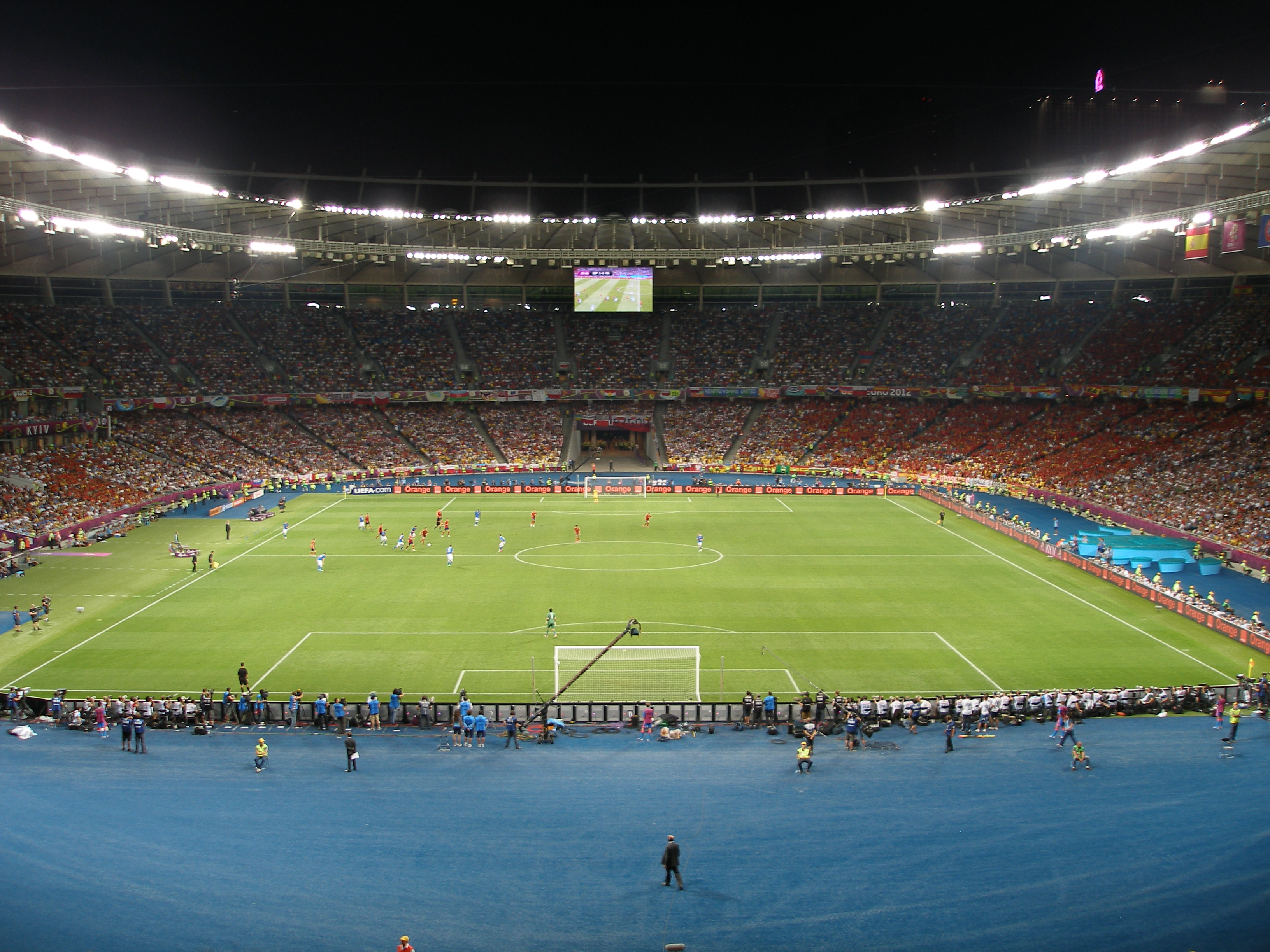
Фінал Євро-2012. 1-й тайм, НСК Олімпійський

дії, яка призначена для освітлення значних площ, особливо спортивних споруд, промислових підприємств, портів, великих станцій, зокрема вантажних і сортувальних станцій, а також на концертах або для освітлення архітектурних пам'яток. Обов'язковою вимогою для стадіонів, є наявність у верхніх ярусах багатьох професійних спортивних споруд, низки прожекторів або освітлювальних щогл з прожекторами та огородженими майданчиками для розміщення двох інженерів, які обслуговують ці системи. Це обумовлюється тим, що спортивні змагання у вечірній або нічний час, краще задовольняють вимоги глядачів, оскільки більшість у денний час, мають роботу або інші зобов'язання. Основним спонуканням для цього, також, є маркетинг телебачення, особливо у таких видах спорту, як футбол, який покладається на гроші від продажу телевізійних прав для фінансування цього виду спорту. Деякі спортивні майданчики, котрі не мають постійних прожекторів, можуть використовувати пересувні тимчасові установки.

## Становлення
Спочатку, прожектори було застосовано у театрах для освітлення акторів знизу, а вже у 19-му столітті, з'явилися новітні світлові технології. 

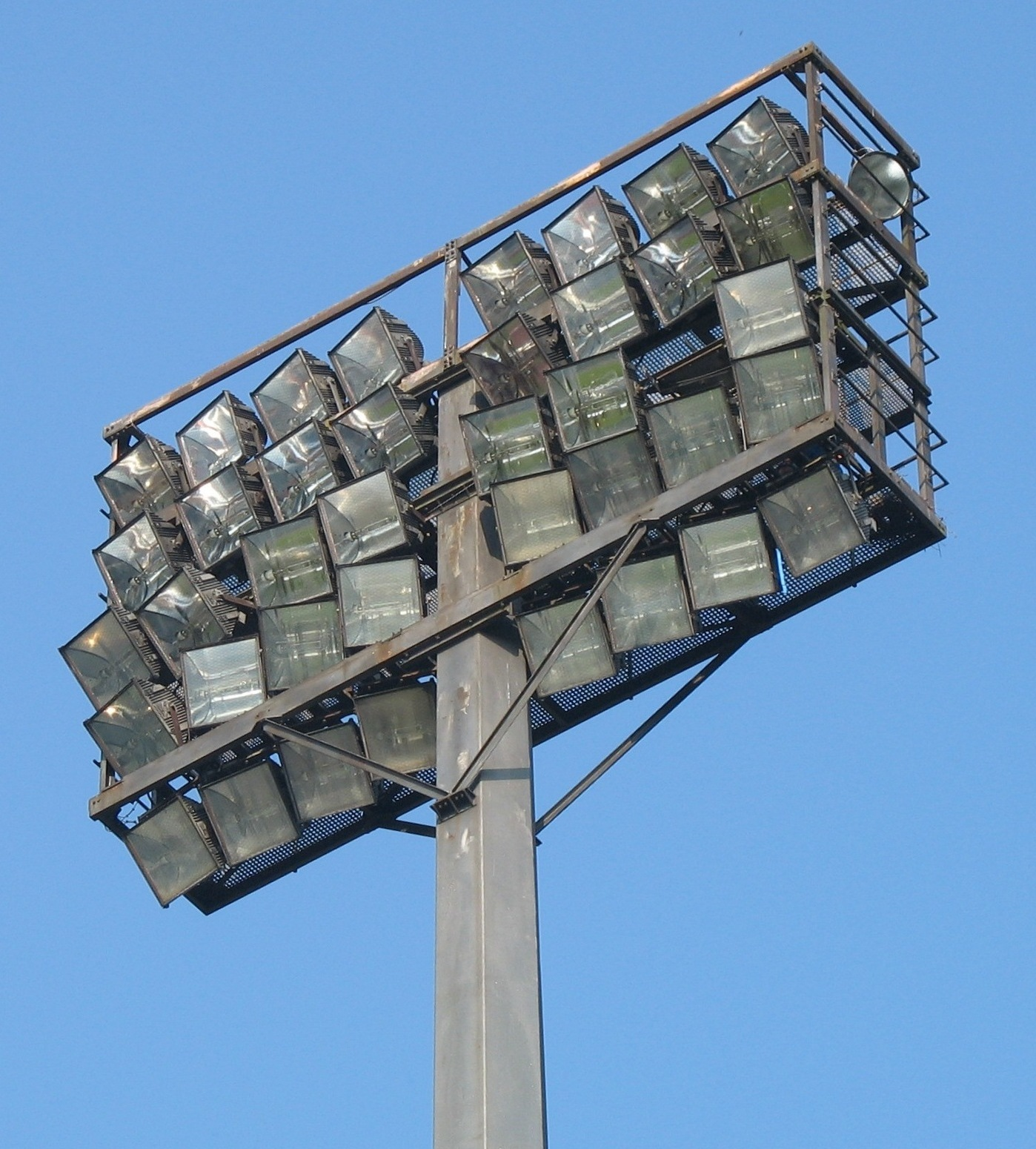
Класичні прожектори (Розенауштадіон, Аугсбург)

Перший футбольний матч під прожекторами було зіграно у Шеффілді 14 жовтня 1878 року перед 20.000 уболівальниками, які оплатили перегляд і також, виявилося 6000 глядачів, які прокралися на стадіон користуючись темрявою. Джон Тескер використав чотири дугові лампи від маяків і два пересувні парові генератори, що дозволило досягти яскравості (сили світла), загалом, 8000 кандел. Як заміну електричному освітленню, у Манчестері 1888 року, AC Wells & Co використала «Wells Light» (нафтовий пальник), подібний до автогену, котрий мав силу світла від 2000 до 3000 кандел, і які також, застосовувалися у промисловості та будівництві. Обидва способи було визнано небезпечними, тож, футбольна ліга заборонила ці пристрої на початку свого першого сезону 1888/89. Наступний матч футбольної ліги під прожекторами було зіграно знову, аж 22 лютого 1956 року, на Fratton Park. Так звану «Тінь бабки», яку відкидали футболісти у нічних іграх, було викликано освітленням з чотирьох кутів поля. З удосконаленням футбольних стадіонів, та встановленням над трибунами (у конструкції даху) прожекторів навколо поля, ці тіні зникли. З кінця 1980-х років, набуло поширення, також, катання на лижах під прожекторами. Водночас лише частини підіймача, або відповідного схилу забезпечувалися освітленням так, щоби було досить помітно властиві перешкоди. Давні прожекторні системи, зазвичай, розташовують на ґратчастих вежах, але пізніше, виникли трубчасті сталеві або бетонні опори.

## Улаштування
Прожекторні системи складаються з декількох ламп із відбивачами світла для спрямованого світлового потоку. 

Креслення параболічного відбивача лампи, що показує шлях, який світло зазвичай, бере від джерела світла.

Світильники встановлюються групами на щоглах або покрівельних конструкціях для освітлення потрібної поверхні, якомога більш рівномірно. Залежно від виду освітлення (гра під час спортивних заходів, освітлення для телевізійних передач, освітлення контейнерних терміналів, тощо) застосовується різний рівень освітленості у люксах. Для телевізійних передач є високі вимоги для світлового кольору та колірної сталості ламп, використовуваних в освітленні. На відміну від цього, для переміщення товарів або освітлення шосе, більше наполягають на енергоефективність та довші проміжки технічного обслуговування. Насамперед, для гарної картинки телебачення, на стадіонах, станом на 2010 рік, використовувалися  металгалогенові лампи, а у галузі транспорту та областей 
зберігання й обробки, як правило, більш ефективні натрієві лампи високого тиску. Найчастіше, застосовувалися лампи від 400 до 3500 ват. 
В останні роки, з'явилися нові розробки, оскільки світлодіодна технологія пройшла довгий шлях. У даний час світлодіодні прожектори досить яскраві, щоби використовувати їх для освітлення на великих спортивних майданчиках. Основною причиною використання світлодіодів є низьке енергоспоживання і те, що світлодіодні лампи мають довший строк служби. Вперше, світлодіодні прожектори було використано, наприклад, у Великій Британії для освітлення спортивного поля, вже 24 березня 2014 року.

## Нормативи освітлення
На європейському та світовому рівнях футболу, УЄФА та ФІФА, поступово прагнуть узагальнити вимоги до освітленості стадіонів. Розрахунок і розмір сітки щодо цього, використовується задля досягнення потрібної однорідності освітлення ігрового поля. За вихідну розрахунку, прийнято ділянку 5 х 5 метрів (для підтвердження освітленості, вимірюється лише кожні 10 х 10 метрів). Отже, задля встановлення рівня освітленості звичайного футбольного поля 68 метрів завширшки та 105 метрів завдовжки, треба вимірювати норматив освітлення у 88 точках, яке має середнє значення 800 люкс.